# Апшиця
А́пшиця — річка в Україні, в межах Рахівського та Тячівського районів Закарпатської області. Права притока Тиси (басейн Дунаю).

## Опис
Довжина 39 км, площа водозбірного басейну 226 км². Похил річки 23 м/км. Долина у верхів'ї V-подібна, завширшки 20—60 м. Річище слабкозвивисте, порожисте, завширшки 5—10 м. У нижній течії долина розширюється до 400 м, річище до 16 м. Долина подекуди у вигляді ущелини. У нижній течії є берегоукріплення.

## Розташування
Апшиця бере початок на південних схилах гори Апецька. Тече спершу переважно на південь, у пониззі повертає на захід. Впадає до Тиси біля східної околиці села Грушово.
Апшиця протікає через такі села: Водиця, Верхнє Водяне, Середнє Водяне, Нижня Апша і Грушово.
У верхній течії Апшиця носить назву Великий Плавуць (Плаюць).

## Притоки
Глибокий Потік (права), Тевщак (ліва), гірські потоки.